# Runter mit den Spendierhosen, Unsichtbarer!
Runter mit den Spendierhosen, Unsichtbarer! ist das neunte Studioalbum der deutschen Punkrock-Band Die Ärzte. Es wurde auf CD und Doppel-12″-LP, jeweils in einer hellblauen Plüschtasche, am 23. Oktober 2000 veröffentlicht.

## Hintergrund

Das Cover der Single Wie es geht ist dem einer selbst beschrifteten CD-R nachempfunden

Vier Tage vor der Veröffentlichung der Single Wie es geht hatten Die Ärzte das Lied live zum Geburtstag von Harald Schmidt in dessen Late-Night-Show Die Harald Schmidt Show aufgeführt.
Das Lied Leichenhalle, das vom Neue-Deutsche-Härte-Sound beeinflusst ist, enthält eine Parodie auf Das Lied der Schlümpfe von Vader Abraham und den Schlümpfen, welches auch von einigen Komikern, u. a. Otto Waalkes, gecovert und parodiert wurde.
„Ja, is’ ja jut Kleener, hör’ mal auf zu krakeeln jetzt hier“ am Ende von Der Optimist wurde vom Ärzte-Produzenten Uwe Hoffmann gesprochen.
„N 48.3“ ist im ICD-10 die Kodierung für Priapismus, eine schmerzhafte Dauererektion.
Die letzten Textzeilen des Songs Las Vegas stammen aus dem Altbierlied, von dem die Düsseldorfer Band Die Toten Hosen eine Interpretation auf ihrem Album Damenwahl veröffentlichten.
Der Titel Rock’n’Roll-Übermensch bezieht sich auf ein gleichnamiges Lied der holländischen Band Loveslug, welches sich auf deren Album Circus of Values wiederfindet.
Im Refrain von Manchmal haben Frauen … ist die Sängerin Diane Weigmann von der Berliner Band Lemonbabies zu hören.

## Titelliste
1. Wie es geht (Urlaub) – 3:58
2. Geld (Felsenheimer) – 3:44
3. Gib mir Zeit (Urlaub) – 2:08
4. Dir (Felsenheimer) – 3:39
5. Mondo Bondage (González/Felsenheimer) – 3:01
6. Onprangering (Urlaub) – 3:53
7. Leichenhalle (González, Urlaub, Felsenheimer) – 3:51
8. Der Optimist (Felsenheimer) – 2:36
9. Alles so einfach (Urlaub) – 4:25
10. N 48.3 (Urlaub) – 2:51
11. Manchmal haben Frauen … (Felsenheimer) – 4:13
12. Las Vegas (Felsenheimer) – 1:49
13. Yoko Ono (Urlaub) – 0:30
14. Rock Rendezvous (Felsenheimer) – 4:08
15. Baby (Urlaub) – 4:32
16. Kann es sein? (González/Felsenheimer) – 2:47
17. Ein Sommer nur für mich (Urlaub) – 2:51
18. Rock’n’Roll-Übermensch (González, Felsenheimer) – 4:47
19. Herrliche Jahre (Urlaub) – 3:52

## Trivia
Bei Leichenhalle sollte ursprünglich Andrew Eldritch von Sisters Of Mercy den „Schlumpf-Part“ singen. Dazu ist es letztendlich jedoch nicht gekommen.
Das Gitarrensolo vor der dritten Strophe von Manchmal haben Frauen … ist von Adam Ants Song Stand And Deliver abgekupfert. Die gleiche Melodie wurde auch beim Titelsong der TV-Serie Neues vom Süderhof verwendet.
In Geld wird der Musiker Sven Franzisko von Fischmob erwähnt. Dieser wurde zuvor auch schon von Farin Urlaub in dessen Song Wunderbare Welt des Farin U. erwähnt.
- v
- d
- b